# Houston Symphony Orchestra

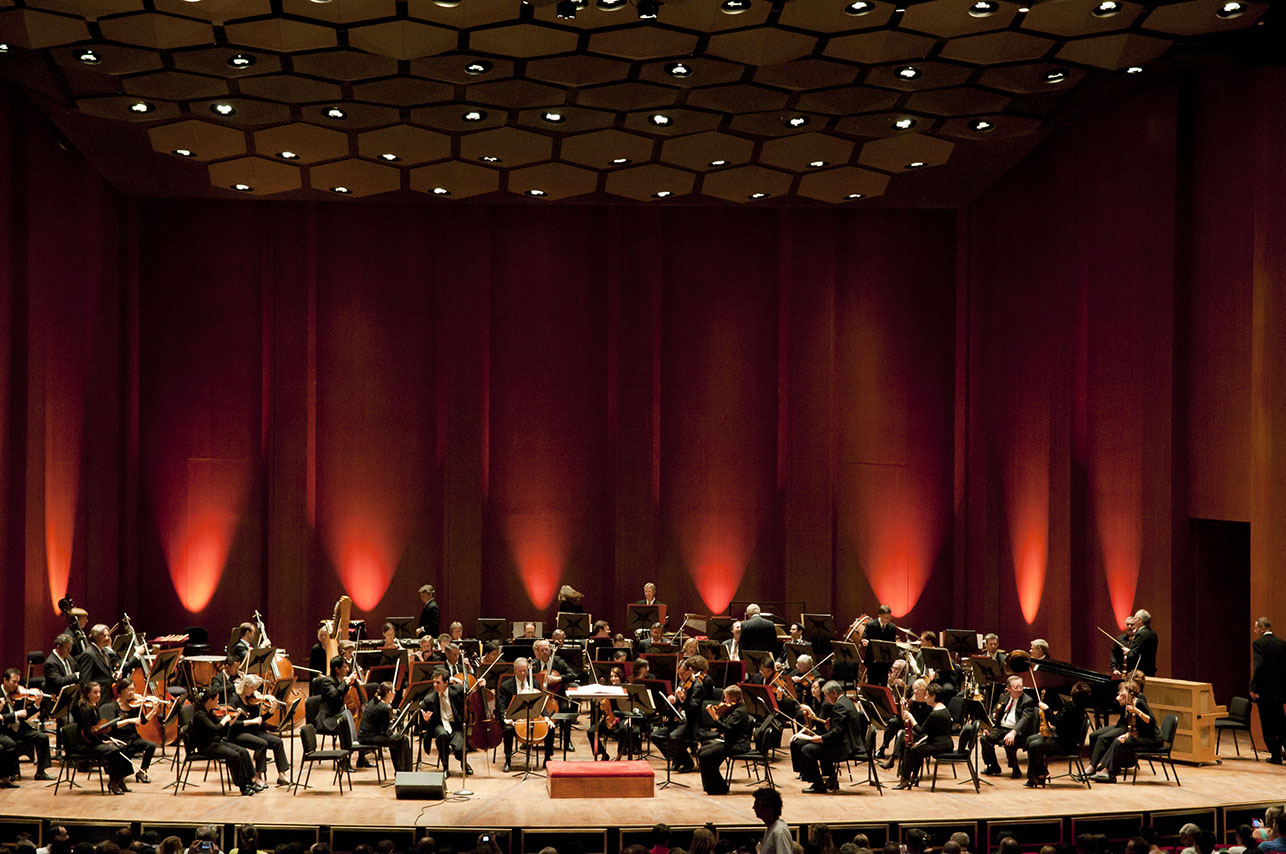
Houston Symphony

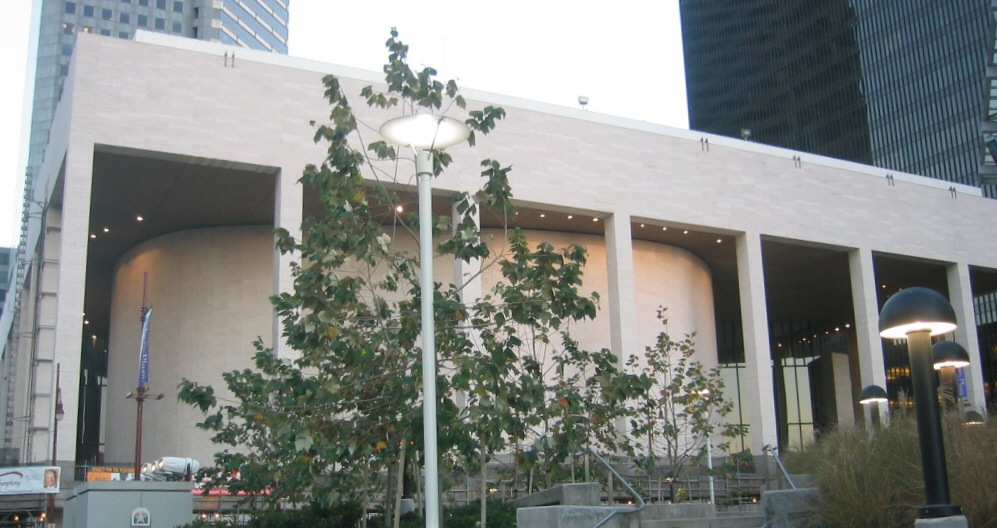
Jones Hall

Das Houston Symphony Orchestra ist eines der bedeutenden Symphonieorchester der USA mit Sitz in Houston, Texas.
Ein Vorläufer des Orchesters wurde 1913 als kleines, schlecht bezahltes Ensemble gegründet, dessen Musiker das Musizieren nur als Nebenberuf ausübten. Bis 1916 wurde das Orchester von Paul Blitz geleitet, von 1916 bis zur Auflösung der Gruppe 1918 von Paul Berge.
1930 wurde das Orchester neu begründet und trat 1931 unter Uriel Nespoli in einer Konzertreihe auf. Sein Nachfolger war Frank St. Leger. Erst unter dessen Nachfolger Ernst Hoffmann (Dirigent 1935–1947) wurde das Ensemble aber zu einem professionell tätigen Orchester.
Mit den Leitern Efrem Kurtz (1948–1954), Ferenc Fricsay (1954–1955), Leopold Stokowski (1955–1961) und John Barbirolli (1961–1967), der mit dem Orchester auch erste Gastspielreisen veranstaltete, wurde das Orchester international bekannt. Spätere Chefdirigenten waren André Previn (1967–1969), Lawrence Foster (1970–1979), Sergiu Comissiona (1980–1988) und Christoph Eschenbach (1988–1999). Von 2001 bis 2013 amtierte Hans Graf als  Chefdirigent des Orchesters. Nach seinem Debüt dort 2012 wurde der kolumbianische Dirigent Andrés Orozco-Estrada 2013 zunächst designierter Orchesterchef, ab 2014 dann Chefdirigent des Orchesters. Sein Fünfjahresvertrag wurde inzwischen bis 2022 verlängert.
Seit 1966 ist das Orchester in der Jesse H. Jones Hall in der Innenstadt Houstons beheimatet.